# Paysonia lasiocarpa
Paysonia lasiocarpa là một loài thực vật có hoa trong họ Cải. Loài này được (Hook. ex A. Gray) O'Kane & Al-Shehbaz mô tả khoa học đầu tiên năm 2002.